# Ритместер ван де Камп, Йохем
Йохем Ритместер ван де Камп (нидерл. Jochem Ritmeester van de Kamp; род. 2 ноября 2003, Ларен, Северная Голландия) — нидерландский футболист, полузащитник клуба «Алмере Сити», выступающий на правах аренды за «Телстар».

## Клубная карьера
Ван де Камп — воспитанник клубов «Ларен 99» и «Алмере Сити». 11 марта 2022 года в матче против «Хелмонд Спорт» он дебютировал в Эрстедивизи в дублирующем составе последнего. 20 января 2023 года в поединке против «Де Графсхапа» Йохем забил свой первый гол за «Алмере Сити». По итогам сезона игрок помог клубу выйти в элиту. 13 августа в матче против «Твенте» он дебютировал в Эредивизи.
18 августа 2025 года перешёл на правах аренды в «Телстар».